# Show Boat (comédie musicale)
Pour les articles homonymes, voir Show Boat.
Show Boat est une comédie musicale américaine d'Oscar Hammerstein II et Jerome Kern créée à Broadway en 1927.

## Argument
1890. Le Show Boat, un bateau à aubes, sillonne les eaux du Mississippi avec à son bord une troupe de danseurs et musiciens donnant des spectacles de ville en ville. Andy Hawks règne sur ce petit monde et sa fille Magnolia  apprend les ficelles du métier avec la vedette du show, Julie LaVerne. Un nouvel artiste est engagé, Gaylord Ravenal. Un jour, des autorités locales apprennent que Julie a du sang noir dans les veines et est mariée à un blanc. Ils contraignent Andy Hawks à la renvoyer du spectacle, au grand désarroi de Magnolia. qui a intégré la troupe et est tombée amoureuse de Gaylord.
Le jeune couple se marie et quitte le Show Boat pour s'installer en ville. Mais Gaylord est un joueur invétéré et mène la grande vie. Après avoir tout perdu, il décide d’abandonner Magnolia pour ne pas l’entraîner dans sa perte, sans savoir qu'elle attend un enfant. Magnolia est contrainte de chercher du travail et parcourt les théâtres, mais sans succès, jusqu’au jour où elle retrouve Julie qui, elle aussi, a été abandonnée par son mari. Julie chante dans un spectacle et essaye de faire engager son amie, mais son patron refuse. Elle quitte alors le cabaret pour que Magnolia puisse être engagée à sa place. Découvrant la situation de sa fille, Andy Hawks lui demande de revenir sur le bateau, ce que Magnolia accepte. 
Des années ont passé, Julie, tombée dans la déchéance, rencontre par hasard Gaylord. Elle lui apprend que sa femme a eu un enfant et qu’elle l’aime toujours. Gaylord retourne sur le Show Boat et demande le pardon à sa femme. Le bateau quitte le quai sous le regard ému de Julie avec, à son bord, le couple réconcilié. 

## Fiche technique
- Titre original : Show Boat
- Titre français : Show Boat
- Livret et lyrics : Oscar Hammerstein II, d'après le roman éponyme d'Edna Ferber
- Musique : Jerome Kern
- Mise en scène : Hassard Short et Oscar Hammerstein II
- Chorégraphie : Sammy Lee
- Direction musicale : Victor Baravalle
- Orchestrations : Robert Russell Bennett
- Décors : Joseph Urban
- Costumes : John Harkrider
- Production : Florenz Ziegfeld
- Date de la première représentation : 27 décembre 1927 eu Ziegfeld Theatre, Broadway
- Date de la dernière représentation : 4 mai 1929
- Nombre de représentations consécutives : 572

## Distribution originale

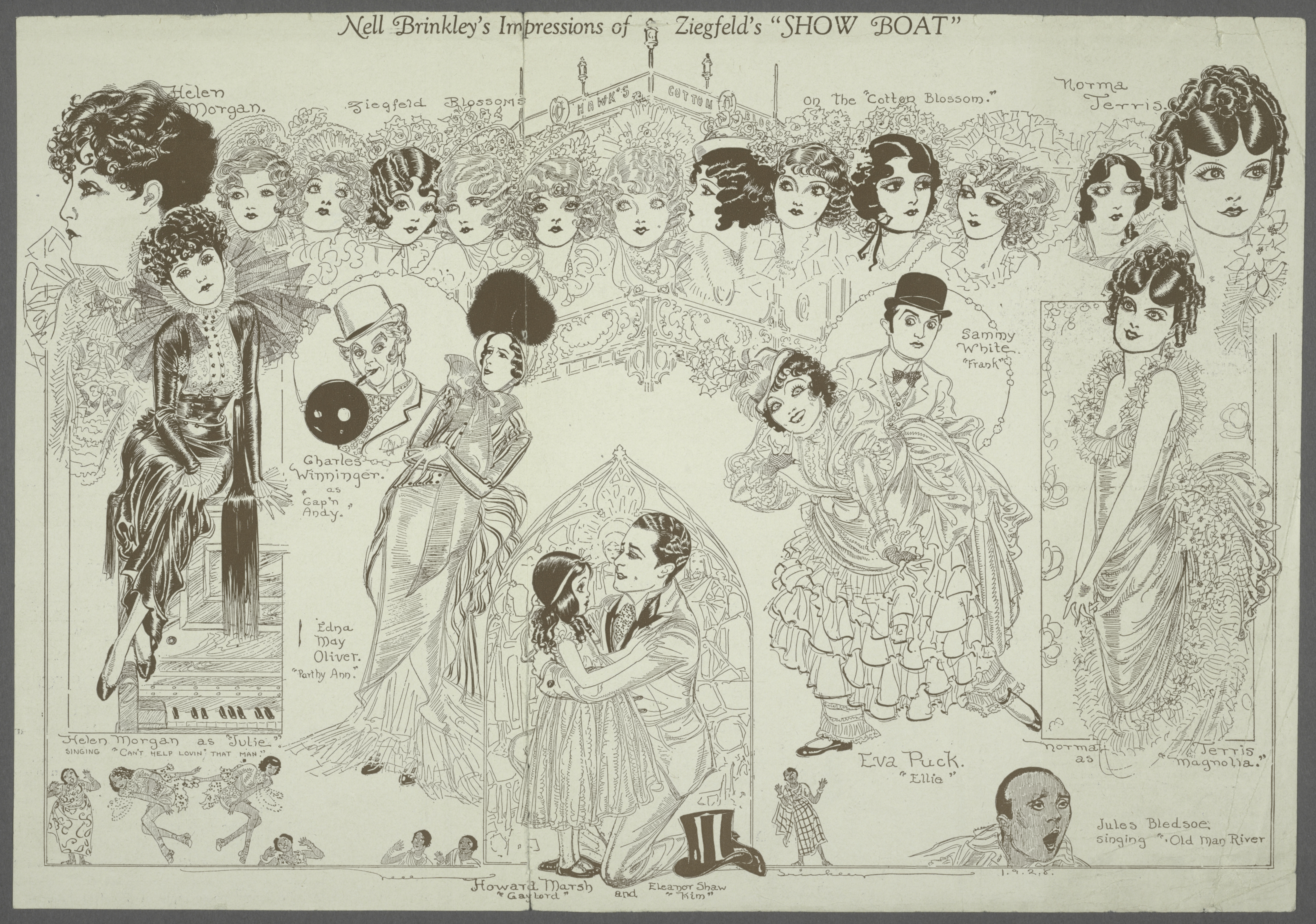
Caricature de la distribution originale de Show Boat.

- Norma Terris : Magnolia Hawks / Kim enfant
- Howard Marsh : Gaylord Ravenal
- Charles Winninger : le capitaine Andy Hawks
- Jules Bledsoe : Joe Donald Nordley
- Helen Morgan : Julie LaVerne
- Edna May Oliver : Parthenia « Parthy » Ann Hawks
- Eva Puck : Ellie May Chipley
- Sammy White : Frank Schultz
- Charles Ellis : Steve Baker
- Aunt Jemima (en) : Queenie
- Francis X. Mahoney : Rubber Face Smith
- Eleanor Shaw : Kim jeune femme
- Bert Chapman : Pete
- Alan Campbell : Windy McClain
- Jack Daley : Jim Green
- Dorothy Denese : la Belle Fatima
- Estelle Floyd : Ethel
- Thomas Gunn : le shérif Ike Vallon
- J. Louis Johnson : Charlie
- Tana Kamp : Lottie
- Dagmar Oakland : Dolly
- Mildred Schewenke : La mère supérieure
- Jack Wynn : Jeb / Faro Dealer

## Numéros musicaux
(Songs, excepté un numéro)

### Acte I
- Overture (orchestre)
- Cottom Blossom (Steve, Ensemble)
- Where's the Mate for Me ? (Gaylord)
- Make Believe (Gaylord, Magnolia)
- Ol' Man River[1] (Joe, Ensemble masculin)
- Can't Help Lovin' Dat Man (Julie, Queenie, Joe, Magnolia, Ensemble)
- Life Upon the Wicked Staged (Ellie, Ensemble féminin)
- Till Good Luck Comes my Way (Gaylord, Pete, Frank, Ensemble masculin)
- Mis'ry's Comin' Aroun (Queenie, Steve, Ensemble)
- You Are Love (Gaylord, Magnolia)
- Finale (Ensemble)

### Acte II
- At the Fair (Ensemble)
- Dandies on Parade (Ensemble)
- Why Do I Love You ? (Magnolia, Gaylord, Andy, Party, Ensemble)
- In Dahomey (Ensemble)
- Bill[2] (Julie)
- Can' Help Lovin' Dat Man (reprise) (Magnolia)
- Goodbye, my Lady Love[3] (Frank, Ellie)
- After the Ball[4] (Magnolia, Ensemble)
- Ol' Man River (reprise) (Joe)
- Hey, Feller (Queenie, Ensemble)
- You Are Love (reprise) (Gaylord)
- Why Do I Love You ? (reprise) (Magnolia, Ensemble)

## Reprises notables (sélection)
- À Broadway :
  - 1932 : Casino Theatre, avec Helen Morgan (Julie), Paul Robeson (Joe), Edna May Oliver (Parthy) et Charles Winninger (Cap. Andy), 180 représentations ;
  - 1946-1947 : Au Ziegfeld Theatre, 418 représentations ;
  - 1948 : City Center, avec Billy House (Cap. Andy), 15 représentations ;
  - 1954 : City Center, avec Burl Ives (Cap. Andy), Marjorie Gateson ('Party' Ann Hawks), 15 représentations ;
  - 1983 : Uris Theatre, avec Donald O'Connor (Cap. Andy), 73 représentations ;
  - 1994-1997 : George Gershwin Theatre, avec John McMartin (Cap. Andy), Elaine Stritch (Parthy), 947 représentations ;
- Autres :
  - 1929 : tournée américaine avec Irene Dunne (Magnolia)[5] ;
  - 1928-1929 : Théâtre Royal de Drury Lane (Londres), avec Cedric Hardwicke, Paul Robeson - 350 représentations ;
  - 1971 : Adelphi Theatre (Londres), 909 représentations ;
  - 1983 : Kennedy Center (Washington),  avec Mickey Rooney (Cap. Andy) ;
  - 1990-1991 : Hippodrome de Bristol (Angleterre) ;
  - 2010 : théâtre du Châtelet (Paris), production de l’opéra du Cap (du 2 au 19 octobre).

## Adaptations au cinéma
- 1929 : Show Boat de Harry A. Pollard, avec Laura La Plante (Magnolia Hawks), Joseph Schildkraut (Gaylord Ravenal), Alma Rubens (Julie Dozier = Julie LaVerne) et Otis Harlan (Andy Hawks) ;
- 1936 : Show Boat de James Whale, avec Irene Dunne (Magnolia Hawks), Allan Jones (Gaylord Ravenal), Helen Morgan (Julie LaVerne) et Charles Winninger (Andy Hawks) ;
- 1951 : Show Boat de George Sidney, avec Kathryn Grayson (Magnolia Hawks), Howard Keel (Gaylord Ravenal), Ava Gardner (Julie LaVerne) et Joe E. Brown (Andy Hawks).

## Distinctions

### Récompenses
- Drama Desk Awards 1983 : Meilleur second rôle féminin dans une comédie musicale pour Karla Burns (Queenie)

- Drama Desk Awards 1995 : 
  - Meilleure comédie musicale ;
  - Meilleur metteur en scène d'une comédie musicale pour Harold Prince
  - Meilleurs costumes pour Florence Klotz
  - Meilleurs décors pour Eugene Lee
- Theatre World Awards 1995 : Révélation féminine pour Gretha Boston (Queenie)
- Tony Awards 1995 : 
  - Meilleure reprise d'une comédie musicale
  - Meilleur second rôle féminin dans une comédie musicale pour Gretha Boston (Queenie)
  - Meilleurs costumes d'une comédie musicale pour Florence Klotz
  - Meilleure chorégraphie pour Susan Stroman
  - Meilleure mise en scène d'une comédie musicale pour Harold Prince